# George To Bata
George To Bata (* 31. Juli 1925 in Malagunan; † 7. März 1995) war ein papua-neuguineischer Geistlicher und römisch-katholischer Weihbischof in Rabaul.

## Leben
George To Bata empfing am 15. November 1953 das Sakrament der Priesterweihe.
Am 27. April 1978 ernannte ihn Papst Paul VI. zum Titularbischof von Saia Maior und zum Weihbischof in Rabaul. Der Apostolische Pro-Nuntius in Papua-Neuguinea, Erzbischof Andrea Cordero Lanza di Montezemolo, spendete ihm am 15. August desselben Jahres die Bischofsweihe; Mitkonsekratoren waren der Erzbischof von Port Moresby, Herman To Paivu, und der Weihbischof in Paderborn, Paul-Werner Scheele.